# Геноцид алжирцев
Геноцид алжирцев, также известный как алжирский геноцид или умиротвержение Алжира, представляет собой серию жестоких военных операций, осуществляемых в период с 1830 по 1875 годами в ходе французской колонизации Алжира. Эти операции часто включали этнические чистки, массовые убийства и принудительное перемещение населения, направленные на подавление сопротивления коренного алжирского населения и его восстаний. 
По оценкам, из предполагаемого населения в 3 миллиона человек было убито от 500 000 до 1 миллиона алжирцев. В этот период Франция официально аннексировала Алжир в 1834 году, и в колонию переехало около 1 миллиона европейских поселенцев. Действия французских властей в Алжире вызывают споры и рассматриваются различными источниками и специалистами как проявление геноцида, что подчеркивает их общий масштаб и трагизм.

## Прелюдия
После взятия Алжира Францией и разгрома османских войск Франция вторглась в остальную часть страны . Прекращение военного сопротивления французскому присутствию не означало, что регион был полностью завоеван. Франция столкнулась с несколькими племенными восстаниями, резнёй поселенцев и разграблениями во Французском Алжире. Для их уничтожения на протяжении почти 70 лет, с 1835 по 1903 год, проводились многочисленные кампании и колонизационные операции.

## Военные нападения Французских колонизаторов

### Первая кампания против Абд аль-Кадира (1835–1837)
Старейшины племён на территориях близ Маскары выбрали 25-летнего Абд аль-Кадира Алжирского главой сопротивления против французских захватчиков. Признанный Амиром аль-Муминином (повелителем правоверных), он быстро завоевал поддержку племен на западных территориях. В 1834 году он заключил договор с генералом Демишелем, который тогда был военным командующим французского департамента Оран . Договор был неохотно принят французской администрацией и обязывал Францию признать Абд аль-Кадира сувереном территории в провинции Оран, не находящейся под французским контролем, а также уполномочить его направлять консулов в города, удерживаемые французами. Договор не требовал от Абд аль-Кадира признания французского правления, что было завуалировано во французском тексте. Он использовал мир, заключенный по договору, чтобы расширить свое влияние на племена по всему западному и центральному Алжиру.
Д'Эрлон, по-видимому, не осознавал опасности, которую представляли действия Абд аль-Кадира, но генерал Камиль Альфонс Трезель, тогда командовавший Ораном, увидел это и попытался отделить некоторые племена от Абд аль-Кадира. Когда ему удалось убедить два племени близ Орана признать верховенство Франции, Абд аль-Кадир отправил войска, чтобы переселить эти племена во внутренние районы страны, подальше от французского влияния. В ответ Трезель 16 июня 1835 года выдвинул колонну войск из Орана для защиты территории этих племён. После обмена угрозами Абд аль-Кадир отозвал своего консула из Орана и выслал французского консула из Маскары, что фактически стало объявлением войны. Две силы столкнулись в кровавом, но безрезультатном сражении у реки Сиг. Однако когда французы, испытывавшие нехватку продовольствия, начали отступать к Арзеву, Абд аль-Кадир повел 20 000 человек против осаждённой колонны и в битве при Макте разгромил её, убив 500 человек. Фиаско привело к отзыву д'Эрлона.
Генерал Клозель был назначен во второй раз на смену д'Эрлону и в декабре того же года возглавил наступление на Маскару, которую Абд аль-Кадир, получив предварительное предупреждение, эвакуировал. В январе 1836 года он занял Тлемсен и разместил там гарнизон, прежде чем вернуться в Алжир, чтобы спланировать нападение на Константину. Абд аль-Кадир продолжал преследовать французов в Тлемсене, и поэтому из Орана были отправлены дополнительные войска под командованием Томаса Робера Бюжо, ветерана наполеоновских войн, имеющего опыт ведения нерегулярных боевых действий, чтобы обеспечить контроль над рекой Тафна и пополнить запасы гарнизона. Абд аль-Кадир отступил перед Бюжо, но решил занять позицию на берегах реки Сиккак . 6 июля 1836 года Бюжо нанёс решительное поражение Абд аль-Кадиру в битве при Сиккаке, потеряв менее 50 человек против более 1000 потерь, понесённых Абд аль-Кадиром. Это сражение было одним из немногих официальных сражений, в которых участвовал Абд аль-Кадир; после поражения он по возможности ограничил свои действия атаками в партизанском стиле.
В мае 1837 года генерал Тома Робер Бюжо, тогда командующий Оранским королевством, заключил с Абд аль-Кадиром Тафнский договор, который фактически признал контроль Абд аль-Кадира над большей частью территории современного Алжира.

### Вторая кампания против Абд аль-Кадира (1839–1847)
Абд аль-Кадир использовал Тафнский договор, чтобы укрепить свою власть над племенами во внутренних районах страны путём основания новых городов вдали от французского контроля. Он стремился мотивировать население, находившееся под контролем Франции, к сопротивлению мирными и военными средствами. Желая снова столкнуться с французами, он предъявил претензии по договору на территорию, которая включала главный путь между Алжиром и Константиной. Когда в конце 1839 года французские войска оспорили это требование, пройдя через горное ущелье, известное как Железные ворота, Абд аль-Кадир заявил о нарушении договора и возобновил призывы к борьбе против французских колонизаторов. В течение 1840 года он вёл партизанскую борьбу против французов в провинциях Алжир и Оран, и неспособность Вале должным образом справиться с этой проблемой привела к его замене в декабре 1840 года генералом Бюжо.
Бюжо применил стратегию выжженной земли в сочетании с быстрыми кавалерийскими колоннами, подобными тем, которые использовал Абд аль-Кадир, чтобы постепенно отвоёвывать у него территории. Тактика войск была жёсткой, и население значительно пострадало. В конце концов Абд аль-Кадир был вынужден создать передвижной штаб, который назывался смала или змела . В 1843 году французские войска успешно совершили набег на его лагерь, пока он отсутствовал, и захватили более 5000 бойцов и военную казну Абд аль-Кадира.
Абд аль-Кадир был вынужден отступить в Марокко, откуда он получал некоторую поддержку, особенно от племён в приграничных районах. Когда дипломатические усилия Франции убедить Марокко изгнать Абд аль-Кадира потерпели неудачу, французы прибегли к военным средствам и начали Первую франко-марокканскую войну в 1844 году, чтобы заставить султана изменить свою политику.
В конце концов, оказавшись в декабре 1847 года зажатым между французскими и марокканскими войсками на границе, Абд аль-Кадир решил сдаться французам на условиях, которые позволили бы ему отправиться в изгнание на Ближний Восток. Французы нарушили условия, удерживая его во Франции до 1852 года, когда ему разрешили отправиться в Дамаск.

### Южно-Оранская кампания (1897–1903)

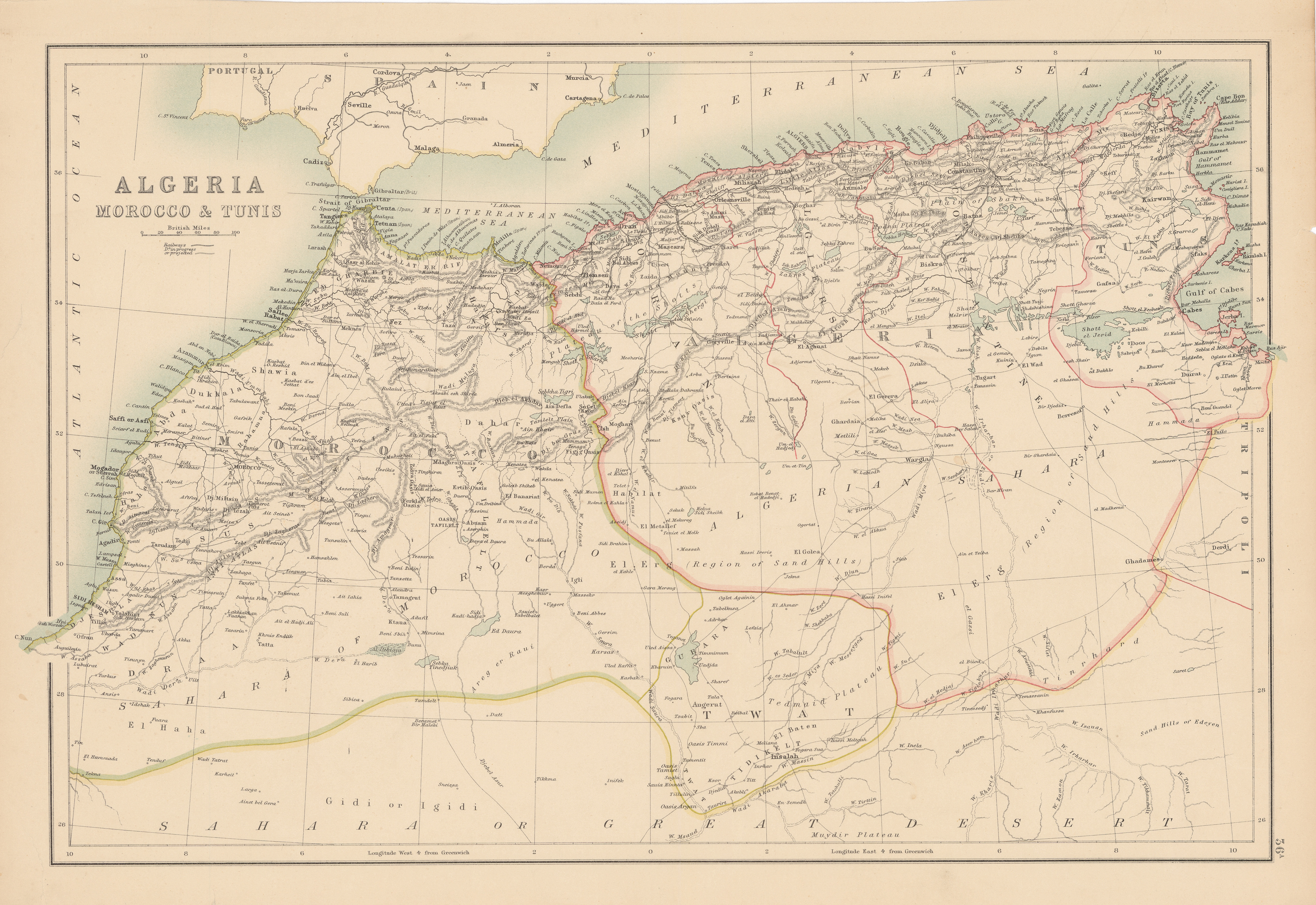
Магриб во второй половине XIX века

В 1890-х годах французская администрация и военные призвали к аннексии Туата, Гурары и Тидикельта , комплекса, который был частью Марокканской империи в течение многих столетий до прибытия французов в Алжир. 
Вооружённый конфликт противостоял французским 19-му корпусу «Оран» и дивизиям «Алжир» и «Аит-Хаббашу», фракции марокканских кхамов «Аит-Унбгуи» конфедерации «Аит-Атта» . Конфликт закончился аннексией комплекса Туат-Гурара-Тидикэльт Францией в 1901 году. 
17 августа 1903 года в Тагите произошло первое сражение Южно-Оранской кампании, в котором французские иностранные легионеры подверглись нападению со стороны контингента из более чем 1000 хорошо вооружённых берберов .  В течение 3 дней легионеры отражали неоднократные атаки противника, превосходившего их по численности более чем в 10 раз, и наносили нападавшим огромные потери, вынуждая их в конце концов поспешно отступить. 
Через несколько дней после битвы при Тагите 148 легионеров 22-й конной роты из 2-го REI (Légion étrangère - Иностранный легион) под командованием капитана Вошеза и лейтенанта Сельчаухансена, 20 спаги и 2 мохазни, входивших в состав эскорта конвоя с припасами, 2 сентября попали в засаду, устроенную 3000 марокканских племён в Эль-Мунгаре. 

## Зверства и массовые убийства местного населения
Во время геноцида Алжирского народа французские войска применили против алжирского населения тактику выжженной земли. Вернувшись из исследовательской поездки в Алжир, Токвиль писал, что «мы ведём войну гораздо более варварски, чем сами арабы [...] именно с их стороны находится цивилизация».  Полковник Монтаньяк заявил, что целью умиротворения было «уничтожение всего, что ползает у наших ног, как собаки».  Политика выжженной земли, принятая генерал-губернатором Бюжо, имела разрушительные последствия для социально-экономического и продовольственного баланса страны: «мы стреляем мало, мы сжигаем все дуары, все деревни, все хижины; враг бежит через неё, забирая своё стадо».  По словам Оливье Ле Кур Гранмезона, колонизация Алжира привела к истреблению трети населения по нескольким причинам (резням, депортациям, голоду или эпидемиям), которые были все взаимосвязаны. 
Французские войска депортировали и изгнали целые алжирские племена. Великие мавританские семьи (испанского происхождения) Тлемсена были сосланы на Восток (в Левант), а другие эмигрировали в другие места. Племена, которые считались слишком проблемными, были изгнаны, а некоторые нашли убежище в Тунисе, Марокко и даже Сирии. Другие племена были депортированы в Новую Каледонию или Гайану. Кроме того, французские войска занимались массовыми убийствами целых племён. Все 500 мужчин, женщин и детей племени Эль-Уфия были убиты за одну ночь.  Все 500–700 членов племени Улед Риа были убиты удушьем в пещере.  Во время осады Лагуата французская армия стала одним из первых зарегистрированных случаев применения химического оружия против мирных жителей и других зверств, из-за чего алжирцы стали называть этот период годом «Халии», что по-арабски означает «опустошение». Жители Лагуата обычно знают этот год как год, когда город был полностью очищен от населения. Этот год также широко известен как год гессенских мешков, поскольку выживших мужчин и мальчиков живьём помещали в мешки и бросали в вырытые траншеи.

## Характеристика как геноцид
Некоторые правительства и учёные назвали завоевание Алжира Францией геноцидом.  Среди них Рафаэль Лемкин,  который ввёл в обиход слово «геноцид» в 20 веке, и Бен Кирнан, австралийский эксперт по геноциду в Камбодже,  который написал в своей книге «Кровь и почва: всемирная история геноцида и истребления от Спарты до Дарфура» о французском завоевании Алжира: 
К 1875 году французское завоевание было завершено. С начала войны в 1830 году погибло примерно 825 000 коренных Алжирцев. Долгое время сохранялась тень геноцидной ненависти, что побудило французского автора в 1882 году протестовать: «Мы слышим каждый день, что мы должны изгнать коренного жителя и, если потребуется, уничтожить его». Как подчеркивал французский статистический журнал 5 лет спустя, «система уничтожения должна уступить место политике проникновения».     Бен Кирнан. Кровь и почва